# Sztárek Andrea
Sztárek Andrea (Budapest, 1960. február 1. –) magyar színésznő, rendező.

## Életpályája
Édesanyja Angyal Mária színházi rendező. Harmadjára vették fel a főiskolára, előtte két évig a Nemzeti Színház stúdiósa volt. 1985-ben diplomázott  a Színház- és Filmművészeti Főiskolán, Békés András osztályában. 
Egy évadot Kecskeméten a Katona József Színházban töltött, majd 1986–1990 között a szolnoki Szigligeti Színház tagja volt. Szolnok után a Józsefvárosi Színház tagja  lett, majd az Arizona Színházhoz szerződött. Ezt követően Soproni Petőfi Színházban lépett színpadra.  1990 óta a Budapesti Kamaraszínházban játszott, majd 2001-től 2009-ig ismét a szolnoki Szigligeti Színház színésznője volt. 2002-ben szerepelt a Szikora János által rendezett: Az ember tragédiája című előadásban, mely az új Nemzeti Színház nyitódarabja volt.
2009 és 2012 között az Új Színházban játszott. 2010-ben a Kereskedelmi és Vendéglátóipari Múzeumban a Margarida asszony címszerepében láthatták a nézők. Szerepelt a Thália Színházban, a székesfehérvári Vörösmarty Színházban, a kaposvári Csíky Gergely Színházban és a budaörsi Latinovits Színházban is. Jelenleg a Turay Ida Színház színésznője, de játszik a Spirit Színházban is. Rendezéssel is foglalkozik.

## Fontosabb színházi szerepei
- Makszim Gorkij: Örökösök... Anna
- Borisz Leonyidovics Paszternak: Doktor Zsivagó... Lara
- Szép Ernő: Vőlegény... Kornél
- ifj. Alexandre Dumas: A kaméliás hölgy... Marguerite Gautier
- Dunai Ferenc: A nadrág... Berta
- William Shakespeare: III. Richárd... Lady Anna
- William Shakespeare: Ahogy tetszik... Phoebe
- William Shakespeare: A makrancos hölgy... Katalin
- William Shakespeare: Szentivánéji álom... Hippolyta (az amazonok királynője, Théseus jegyese); Hermia
- William Shakespeare: Romeo és Júlia... Capuletné
- Misima Jukio: Sade márkiné... Anne
- Nagy Karla: C. kisasszony szenvedélye... Claire Valotty
- John Cander – Fred Ebb – Bob Fosse: Chicago... June; Morton mama
- Mérimée – Márton László: Carmen... Carmen
- Brandon Thomas: Charley nénje... Kitty Verdun
- Neil Simon: Az utolsó hősszerelmes... Elaine Navasio; Jeanette Fisher
- Neil Simon: Pletykák... Chris
- Jean Anouilh: Romeo és Jeanette... Jeanette
- Tennessee Williams: Amíg összeszoknak... Dorothy Bates
- Jean-Paul Sartre: Piszkos kezek... Olga
- Marschalko Zsolt: Kaméleonidász... Lexbox
- Békés József – Heilig Gábor – Horváth Attila: Császárok... Éva
- Agatha Christie: Az egérfogó... Miss Cassewell
- Hervé: Nebáncsvirág... Corinna
- Eduardo De Filippo: Szombat, vasárnap, hétfő... szereplő
- Arthur Miller: A salemi boszorkányok... Elisabeth Proctor
- Görgey Gábor: Örömállam... Mester őrmester
- Eric-Emmanuel Schmitt: Frederick... Precieuse
- Nagy Ignác: Tisztújítás... Kinga
- Füst Milán: Catullus... Flavia (Metellus anyja)
- Madách Imre: Az ember tragédiája... Heléne; Anya (Nemzeti Színház)
- David Yazbek – Terrence McNally: Alul semmi... Jeanette Burmeister (meghatározhatatlan korú zongorista)
- Anton Pavlovics Csehov: Ivanov... Anna Petrovna
- Molière: Úrhatnám polgár... Jourdainné, Jourdain felesége
- Závada Pál: A Diófák tere avagy Szólj anyádnak, jöjjön ki!... Boszákné Nusi, a felesége
- Ray Cooney: A miniszter félrelép... Pamela Willey (Richard felesége)
- Tersánszky Józsi Jenő: Kakuk Marci... Méltósága, fösvény, zsarnok hölgy
- Hubay Miklós – Vas István – Ránki György: Egy szerelem három éjszakája... Melitta
- Werner Schwab: Elnöknők... Grete
- Niccolò Machiavelli: Mandragóra... Sostrata (Lucrezia anyja)
- Edward Albee: Nem félünk a farkastól... Martha
- Nemes István – Koltai Róbert – Nógrádi Gábor – Dés László: Sose halunk meg... Anya
- Marcel Proust: Az eltűnt idő nyomában... Verdurinné I.
- Bertolt Brecht: A szecsuáni jólélek... Jang asszony
- Kiss József: Az angyalok nem sírnak... Zsuzsa
- William Somerset Maugham: Színház... Dolly Moskowitz
- Jean-Paul Sartre: Zárt tárgyalás... Ines
- Dan Goggin: Apácák... Mária Huberta (nővér)
- Dale Wasserman: Kakukkfészek... Ratched nővér
- Federico Fellini: Országúton (La Strada)... Özvegy
- Molnár Ferenc: A hattyú... Symphorosa (Beatrix húga) (Új Színház)
- Roberto Athayde: Margarida asszony... Margarida asszony (Magyar Kereskedelmi és Vendéglátóipari Múzeum, Kultea)
- Paulo Coelho: Tizenegy perc... Brigitte (könyvtárosnő) (Thália Színház)
- Csiky Gergely: A nagymama... Langó Szerafin (nevelőnő) (Csiky Gergely Színház, Kaposvár)
- Thomas Mann: A Varázshegy... Második hölgy (Elbeszélő)
- Huszka Jenő – Martos Ferenc: Lili bárónő... Agátha (Vörösmarty Színház, Székesfehérvár)
- Max Frisch: Játék az életrajzzal... Anya (Hubalekné) (Budaörsi Latinovits Színház)
- George Bernard Shaw – Gabriel Pascal – Alan Jay Lerner: My Fair Lady... Mrs. Pierce
- Hunyady Sándor – Topolcsányi Laura – Berkes Gábor : A vöröslámpás ház... Madám
- Topolcsányi Laura – Berkes Gábor : A férfiak a fejükre estek... Diana, csinos negyvenes
- Báldi Mária – Berkes Gábor: A nők (is) a fejükre estek... Diána
- Békeffi István – Stella Adorján: Janika... Mariska, Gizi anyja
- Charles Laurence: Nagyon Nagy Ő... Vicky (Spirit Színház)
- Friedrich Dürrenmatt: A fizikusok... Dr. Mathilde von Zahnd, ideggyógyász (Spirit Színház)
- Zilahy Lajos: Az utolsó szerep... Filepné
- Jerome Bixby – Richard Schenkman: Az őslakó (The Man from Earth)... Edith, művészettörténet professzor (Spirit Színház)
- Enrico Luttmann: Szilánkok... Laura (Spirit Színház)
- Neil Simon: Férj nélkül tökéletes... Olive
- Donald Churchill: Édes bosszú... Marica, az úrinő
- Kertész Mihály: Na, de államtitkár úr!... Horányiné
- Topolcsányi Laura: Egy szerethető nő... Sophia Belmont, író
- Georges Feydeau: Osztrigás Mici... Petyponné
- Báldi Mária: Térden állva jövök hozzád... Gabi nővér

## Filmek, tv
- Cha-Cha-Cha (1982)
- Császárok (1983)
- Házasság szabadnappal (1984)
- Gül Baba (Zenés TV színház) (1989)
- Família Kft. (sorozat) Családlátogatás című rész (1992)
- Szomszédok (sorozat) (1990–1993)
- Frici, a vállalkozó szellem (sorozat) 6. rész (1993)
- Az öt zsaru (sorozat) (1998–1999)
- Kisváros (sorozat) (1993–2000) Bakács Zsuzsa
- Pasik!, Az aranyhal című rész (2000)
- Régimódi történet (sorozat) 5. rész (2006)
- Buhera mátrix (2007)
- A kísértés (2007)
- A napfényben fürdő kastély (2010)
- Marslakók (sorozat) (2012)
- Hajnali láz (2015)
- Aranyélet (sorozat) (2016)
- Barátok közt (sorozat) (2002; 2016–2018) Kámán Ica / Dr. Mórocz Emília
- Kék róka (2022)
- Hotel Margaret (sorozat) (2022)
- Hazatalálsz (2023–2024)
- Pokoli rokonok (2025)

## Rendezései
- Valaha Saint-Michelben (RS9 Színház)
- Lola Blau (Spirit Színház)
- Macskalépcső (Spirit Színház)
- A vöröslámpás ház (Turay Ida Színház)
- Ikrek előnyben! (Turay Ida Színház)
- Vagina monológok (Spirit Színház)
- A férfiak a fejükre estek (Turay Ida Színház)
- A nők (is) a fejükre estek (Turay Ida Színház)
- Jövőre, veled, ugyanitt 2. (Spirit Színház)
- Hollywoodi Csillagok: Gyémántok Asszonya: Gábor Zsazsa (Turay Ida Színház)
- Irma, te édes (Turay Ida Színház)
- Papírvirágok (Spirit Színház)
- Balkán kobra (Turay Ida Színház)
- Kincskereső kisködmön (Turay Ida Színház)
- Na, de államtitkár úr! (Turay Ida Színház)
- Osztrigás Mici (Turay Ida Színház)
- Térden állva jövök hozzád (Turay Ida Színház)
- Sztár leszel! (Turay Ida Színház)

## Díjak, elismerések
- Magyar Toleranciadíj 2022.